# 윌라 펄 커티스

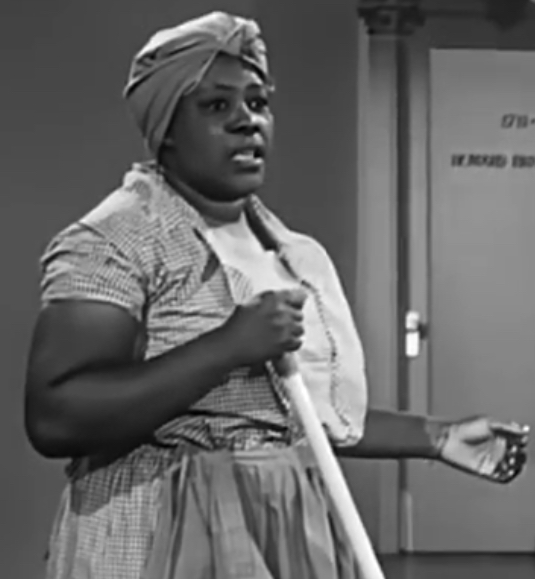

윌라 펄 커티스(Willa Pearl Curtis, 1896년 3월 21일 ~ 1970년 12월 19일)는 미국의 배우, 텔레비전 배우, 영화배우이다.
텍사스주에서 태어났으며 로스앤젤레스에서 사망하였다.

## 영화
- 네이티브 선 (1951년)